# Tommy Wiseau
Tommy Wiseau (születési neve: Tomasz Wieczorkiewicz) (Poznań, 1955. október 3. –) lengyel származású amerikai színész, producer és filmrendező. Ő volt a producere és rendezője A szoba című filmnek (2003), ami sok kritikus szerint az egyik valaha készült legrosszabb film, és ami később kultfilm lett. Ő rendezte a 2004-es Hajléktalanok Amerikában című dokumentumfilmet, és a 2015-ös Szomszédok című szituációs komédia sorozatot is. Róla szól Greg Sestero 2013-ban megjelent könyve, A katasztrófaművész (The Disaster Artist: My Life Inside The Room, the Greatest Bad Movie Ever Made, illetve az ebből készült, azonos című filmadaptáció.

## Élete
Életéről nem sokat tudni, mivel maga Wiseau szinte sosem osztott meg erre vonatkozó információkat, ezért minden vele kapcsolatos adat feltételezés, ami java részt barátjának, Greg Sesterónak róla szóló könyve, a The Disaster Artist (A katasztrófaművész) révén ismert. Feltehetően Lengyelországból származik, de állítólag élt Franciaországban és New Orleansben is. Egy színjátszó körben ismerte meg a legjobb barátjának számító Sesterót a '90-es évek végén. Wiseau álma volt a nagy filmesek közé kerülni, ezért finanszírozta meg saját büdzséből a 2003-as The Room, azaz A szoba című filmjét, amire a hírek szerint 6 millió dollárt költött, de hogy honnan tett szert ekkora összegre az is rejtély. A maga által írt és rendezett film minden szempontból rosszul sikerült, ami hivatalosan csak 1800 dollár bevételt ért el, de arra mindenképp jó volt, hogy megalapozza a titokzatos amatőrfilmes Wiseau mítoszát és bizonyos körökben kultfilmmé váljon. Ehhez jött a személyét és a film forgatását feldolgozó, Sestero könyve után A katasztrófaművész című 2017-es film, amiben James Franco alakította. Wiseau-t egyértelműen A szoba és a körülötte kialakult figyelem tette ismertté, ami egy olyan ember benyomását keltette, aki, ha kell erővel igyekszik megvalósítani az elképzeléseit, és nem foglalkozik azzal, hogy mások mit gondolnak róla, még akkor sem, ha erőlködésének eredménye elmarad a várakozásoktól, hiszen állítólagos célját, hogy elismert filmes legyen, így sem sikerült elérnie.  
2004-ben készített egy dokumentumfilmet Homeless in America (Hajléktalanok Amerikában) címmel, ezután javarészt jelentéktelen filmek kis szerepeit alakította. Egy sorozatot is létrehozott The Neighbors (A szomszédok) címmel, a csak hat részt megért vígjátéksorozat 2015 tavaszán jelent meg a Hulun. 2018-ban kicsit azzal is borzolta a kedélyeket, hogy egy saját videóban előadta szerinte milyen jó lenne Jokerként (ekkortájt mutatták ugyanis be a Joaquin Phoenix címszereplésével készült Jokert). 2023-ra készült el egy újabb saját filmmel Big Shark (Nagy cápa) címmel, ami egy horrorvígjáték lett.

## Filmográfiája

### Film
| Év   | Cím                                       | Feladatkör | Feladatkör | Feladatkör | Feladatkör | Szerep         | Megjegyzések                                                               |
| Év   | Cím                                       | Rendező    | Író        | Producer   | Színész    | Szerep         | Megjegyzések                                                               |
| ---- | ----------------------------------------- | ---------- | ---------- | ---------- | ---------- | -------------- | -------------------------------------------------------------------------- |
| 2003 | A szoba (The Room)                        | Igen       | Igen       | Igen       | Igen       | Johnny         |                                                                            |
| 2004 | Homeless in America                       | Igen       | Igen       | Igen       | Igen       | interjúztató   | dokumentumfilm                                                             |
| 2010 | The House That Drips Blood on Alex        | Nem        | Nem        | Nem        | Igen       | Alex           | rövidfilm                                                                  |
| 2011 | Bump                                      | Nem        | Nem        | Nem        | Igen       | Rick           | rövidfilm                                                                  |
| 2015 | Samurai Cop 2: Deadly Vengeance           | Nem        | Nem        | Vezető     | Igen       | Linton Kitano  |                                                                            |
| 2016 | Cold Moon                                 | Nem        | Nem        | Nem        | Igen       | Rodeo Official | cameo                                                                      |
| 2016 | Enter the Samurai                         | Nem        | Nem        | Nem        | Igen       | önmaga         |                                                                            |
| 2017 | A katasztrófaművész (The Disaster Artist) | Nem        | Nem        | Nem        | Igen       | Henry (cameo)  | - stáblistán nem szerepel - magyar hangja: - Kárpáti Levente - Fehér Tibor |
| 2018 | Best F(r)iends                            | Nem        | Nem        | Nem        | Igen       | Harvey Lewis   |                                                                            |
| 2023 | Big Shark                                 | Igen       | Igen       | Igen       | Igen       | Patrick        |                                                                            |
| TBA  | The Room Returns!                         | Nem        | Igen       | Nem        | Nem        |                | előkészületben                                                             |

### Televízió
| Év   | Cím                                   | Feladatkör | Feladatkör | Feladatkör | Feladatkör | Szerep               | Megjegyzések                                      |
| Év   | Cím                                   | Rendező    | Író        | Producer   | Színész    | Szerep               | Megjegyzések                                      |
| ---- | ------------------------------------- | ---------- | ---------- | ---------- | ---------- | -------------------- | ------------------------------------------------- |
| 2009 | Tim and Eric Awesome Show, Great Job! | Igen       | Nem        | Nem        | Igen       | önmaga / Pig Man     | 1 epizód                                          |
| 2010 | La La Land                            | Nem        | Nem        | Nem        | Igen       | önmaga               | 1 epizód                                          |
| 2015 | The Neighbors                         | Igen       | Igen       | Igen       | Igen       | Charlie / Ricky Rick | 6 epizód sorozat megalkotója saját könyve alapján |
| 2016 | Bee and PuppyCat                      | Nem        | Nem        | Nem        | Igen       | Főnök (hangja)       | 1 epizód                                          |

## Fordítás
- Ez a szócikk részben vagy egészben  a   Tommy Wiseau című angol Wikipédia-szócikk ezen változatának fordításán alapul.  Az eredeti cikk szerkesztőit annak laptörténete sorolja fel. Ez a jelzés csupán a megfogalmazás eredetét és a szerzői jogokat jelzi, nem szolgál a cikkben szereplő információk forrásmegjelöléseként.